# Szeląg Mały
Szeląg Mały – jezioro położone na Równinie Olsztynka.
Powierzchnia 84 ha, głębokość maksymalna 15 m, długość 3 km i szerokość 0,5 km.
Nad jeziorem położone są miejscowości turystyczne Stare Jabłonki i Staszkowo oraz Buńki. Przy jeziorze w obrębie Starych Jabłonek znajduje się stanica wodna PTTK.
Wokół jeziora znajdują się liczne kompleksy leśne. Od strony północnej połączone kanałem pod wiaduktem kolejowym i drogą krajową nr 16 z jeziorem Szeląg Wielki.
Jezioro zostało oddzielone od jeziora Szeląg Wielki wskutek usypania w latach 1871–1873 w poprzek akwenu wysokiego, kilkudziesięciometrowego nasypu, którym poprowadzono linię kolejową między Olsztynem a Ostródą. W roku 1876 oddano do użytku tunel pod nasypem, obecnie jest to jedyny tunel nawigacyjny w Polsce. Droga między Olsztynem a Ostródą pierwotnie poprowadzona była mostem nad kanałem między jeziorami, po II wojnie światowej przeniesiono drogę na nasyp koło torów kolejowych.
Jezioro jest co roku zarybiane.